# Oude-Tonge

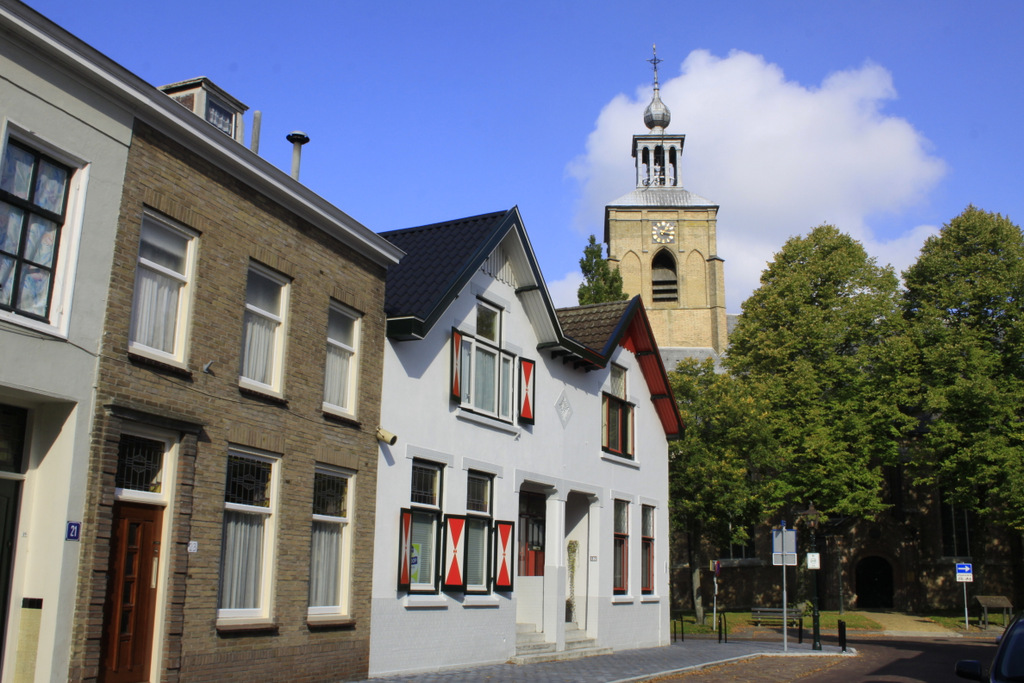
Oude-Tonge: edifici nella Voorstraat

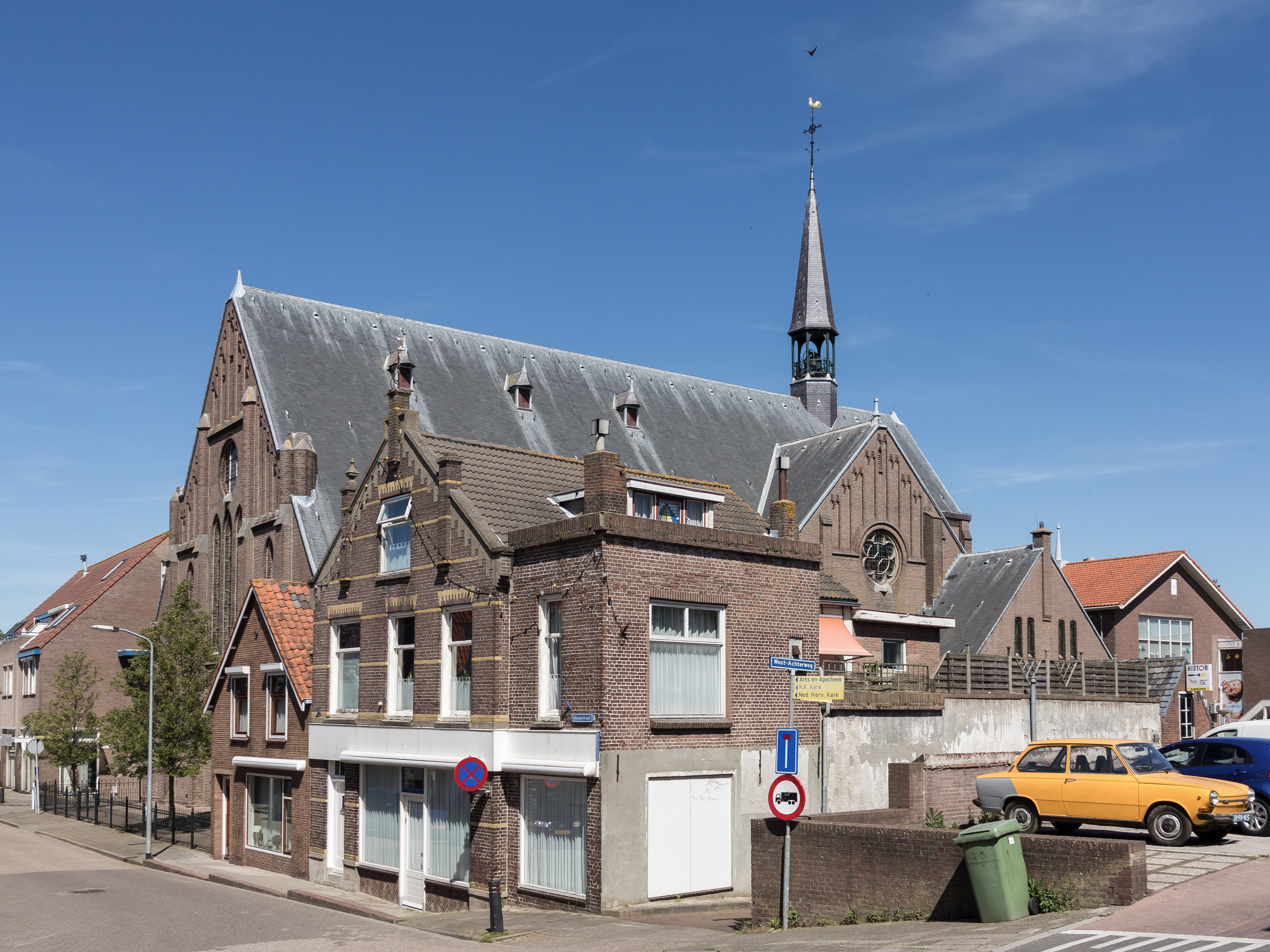
Chiesa ad Oude-Tonge

Oude-Tonge  è un villaggio di circa 4 100 abitanti del sud-ovest dei Paesi Bassi, facente parte della provincia dell'Olanda Meridionale e situato nella penisola di Overflakkee (parte dell'isola di Goere-Overflakkee), al confine con la provincia della Zelanda. Dal punto di vista amministrativo, si tratta di un ex-comune, dal 1966 inglobato nella municipalità di Oostflakkee (di cui era il capoluogo), comune a sua volta inglobato nel 2013 nella nuova municipalità di Goeree-Overflakkee .

## Geografia fisica
Oude-Tonge si trova nell'estremità sud-orientale della penisola di Overflakee, a pochi chilometri dalla costa e a circa 10 km a sud-est di Middelharnis. il capoluogo del comune di Goeree-Overflakkee.

## Storia

### Dal Medioevo al XVII secolo
Nel Medioevo, il villaggio era parte della signoria di Grijsoord, che il 25 giugno 1284 il conte Floris V cedette ad Albrecht van Voorne.
In origine, il villaggio era costituito dalle seguenti zone: il Kaai, il Oostdijk, la Molendijk, la Voorstraat e il Kerkring. Nel corso del XVI secolo, furono poi costruiti degli edifici (probabilmente in legno) nella Nieuwstraat ("via nuova").
Il 21 e il 22 aprile 1647, il villaggio fu investito da un violento incendio, che distrusse 150 edifici.
Il villaggio fu quindi in gran parte risparmiato dall'inondazione del 26 gennaio 1682, che raggiunse soltanto la zona di Kaai.

### XX secolo
Nel 1953, Oude-Tonge fu però la località che pagò il maggiore tributo in fatto di vittime (305) durante l'inondazione del Mare del Nord, che causò complessivamente 1835 morti.

### Simboli
Lo stemma di Oude-Tonge è costituito da due righe orizzontali verdi intervallate da una riga orizzontale bianca.
Questo stemma è derivato da quello della signoria di Grijsoord.

## Monumenti e luoghi d'interesse
Oude-Tonge conta 7 edifici classificati come rijksmonumenten.

### Chiesa protestante
Tra gli edifici d'interesse di Oude-Tonge, figura la chiesa protestante, eretta nel XV secolo, ma ricostruita nel corso del XVII e XVIII secolo.
|  |

### Mulino De Korenbloem
Altro edificio d'interesse è il mulino De Korenbloem, un mulino a vento risalente al 1748.
|  |

## Società

### Evoluzione demografica
Nel 2011, la popolazione stimata di Oude-Tonge era pari a 4 140 abitanti.
La località ha conosciuto quindi un decremento demografico rispetto al 2008, quando la popolazione stimata era pari a 4 145 abitanti, e soprattutto rispetto al 2001, quando la popolazione censita era pari a 4 190 abitanti.